# Tratado de Lisboa (1701)
El tratado de Lisboa de 1701 fue un acuerdo por el que España firmaba con Portugal una alianza diplomática y militar en previsión de la inminente guerra de sucesión española. Según los términos del acuerdo el rey Pedro II de Portugal garantizaba su apoyo a Felipe V de España en detrimento del aspirante al trono Carlos de Austria; España cedía a Portugal la Colonia del Sacramento y apoyaba sus derechos ante posibles reclamaciones económicas y territoriales por parte de Inglaterra y las Provincias Unidas. 
El acuerdo se rompería dos años después, durante el transcurso de la guerra, cuando Portugal retirase su apoyo a Felipe V y diera su apoyo a la alianza anglo-holandesa.

## Contexto

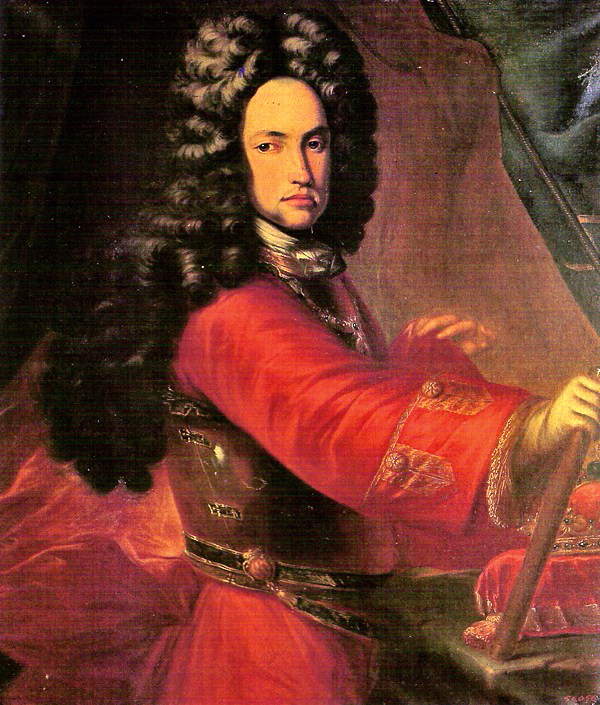
Carlos de Austria.

Ya desde finales del siglo XVII el mal estado de salud de Carlos II de España y su falta de descendencia suscitó el interés de las principales potencias europeas en el tema de su sucesión.  Inglaterra y las Provincias Unidas miraban con recelo la posibilidad de que Luis de Francia (hijo del rey Luis XIV) ocupase el trono español, uniendo las coronas española y francesa. En 1698 Inglaterra y Francia acordaron el Primer Tratado de Partición por el que el trono español sería ocupado por José Fernando de Baviera (nieto del emperador Leopoldo I); la muerte de éste en 1699 llevó al Segundo Tratado de Partición, en el cual Francia, Inglaterra y las Provincias Unidas acordaron que el trono fuera para Carlos de Austria, cediendo los territorios españoles en la península italiana a Francia.

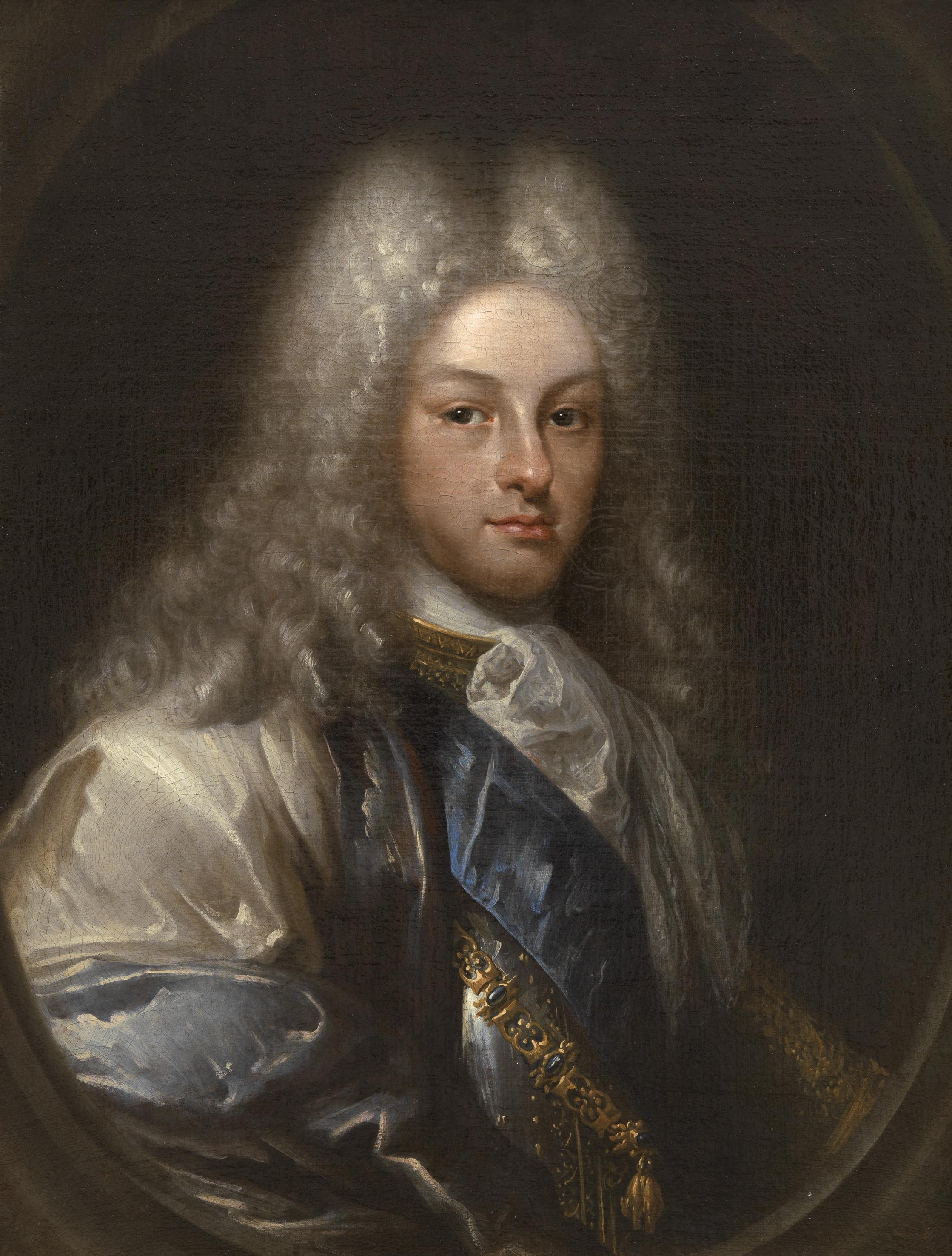
Felipe V.

La cuestión se resolvió cuando Carlos II, disconforme con la idea de dividir el imperio español, testó a favor de Felipe de Anjou, hijo de Luis de Francia, a condición de que renunciase a la sucesión del trono francés.  Tras su coronación como Felipe V de España, su abuelo Luis XIV declaró que mantendría los derechos de sucesión de su nieto a la corona de Francia.
En previsión de una guerra inminente entre los partidarios de Felipe V y los de Carlos de Austria, Felipe comenzó a buscar alianzas entre los países europeos.

## Acuerdos
Los portugueses Manuel Tellez de Silva, Francisco de Távora y Mendo de Foyos Pereyra en nombre del rey Pedro II y el embajador francés en Portugal Pierre Rouillé de Marbeuf en representación de Felipe V de España firmaron el tratado el 18 de junio de 1701 en Lisboa, según los siguientes términos:
- Reconocimiento portugués de Felipe V como rey de España. Cierre de los puertos portugueses a los navíos de países contrarios a esta sucesión.
- España indemnizaría a Portugal por las pérdidas sufridas en el asiento de negros en las Indias.
- En caso de guerra y de escasez en Portugal, España levantaría la prohibición de vender pan a los portugueses.
- Ambas partes se comprometían a combatir el contrabando de tabaco.

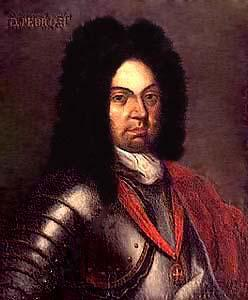
Pedro II de Portugal.

- España apoyaría a Portugal, por vía diplomática o en caso de guerra por la fuerza militar, en las posibles reclamaciones que Inglaterra o las Provincias Unidas pudieran hacerle por el apoyo portugués a los navíos franceses durante la pasada Guerra de los Nueve Años, en los conflictos territoriales que pudiera tener con estos países en India, Brasil o la costa de África, o en la satisfacción de las cantidades adeudadas a los holandeses según el tratado de La Haya de 1661.
- Si el rey de Inglaterra Guillermo III negase la manutención a la reina de Gran Bretaña Catalina de Braganza, infanta portuguesa viuda de Carlos II de Inglaterra, la pensión de ésta se pagaría a tercias entre España, Portugal y Francia.
- España cedería a Portugal la Colonia del Sacramento, revocando el acuerdo hispano-portugués de 1681.
- En caso de guerra, ninguno de los firmantes pactaría treguas sin el consentimiento del otro.
- El tratado tendría validez por 20 años.

## Ruptura
La alianza formada mediante este tratado quedaría rota poco después.  Pedro II acusó a Felipe V de no pagar las indemnizaciones debidas y de no respetar la soberanía portuguesa sobre Colonia del Sacramento, y a Luis XIV de no haber enviado en ayuda de Portugal sino una mínima parte de los socorros militares pactados ante la presencia de flotas inglesas y neerlandesas en la costa portuguesa.  Con la opinión de que Francia pretendía anexionarse España como una más de sus provincias, cambió de bando en la guerra, pasando a apoyar al pretendiente Carlos de Austria.
En mayo de 1703 Portugal firmó un nuevo tratado de Lisboa por el que se unió a la Gran Alianza formada por Inglaterra, las Provincias Unidas y el Sacro Imperio Romano Germánico, declarando como legítimo rey de España a Carlos de Austria y autorizando a la alianza a utilizar Portugal como base de operaciones de sus ejércitos contra España.